# 薑味烈酒
薑味烈酒，是日本純種競賽馬匹。生涯活躍於一哩及中距離賽事，曾勝出如月賞、葉森盃、每日王冠及產經賞。
雖然為一匹雌馬，但勝出的所有的分級賽均為混合賽事。

## 出賽前
2012年4月12日出生於北海道安平町北部牧場，成長途中在一口馬主俱樂部Carrot Farm Co. Ltd.進行馬主募集。
其後交由美浦訓練中心練馬師大竹正博訓練。

## 競賽生涯

### 2歲
2014年9月28日出戰新潟競馬場2歲新馬戰，比賽初段保持在中團位置，在直路上成功加速並爆發出後600米32.8秒的速度，最終以1 1/4馬位優勢取得首勝。
其後選擇出戰百日草特別，本次比賽採取留後戰術一直在隊伍最後方，在直路上不斷加速衝前下成功超越所有對手，以破2歲紀錄的2分0.9秒完賽時間達成連勝。

### 3歲
2015年首戰選擇為如月賞，因順暢出閘順勢進佔先頭位置，一直保持在第三附近推進。進入直路後，其在中檔位置進入加速狀態透出，逐步拋離對手下以2馬位及三連勝的優勢取得首個分級賽冠軍，同時亦為此賽事改於草地跑道舉行後首匹勝出的雌馬。

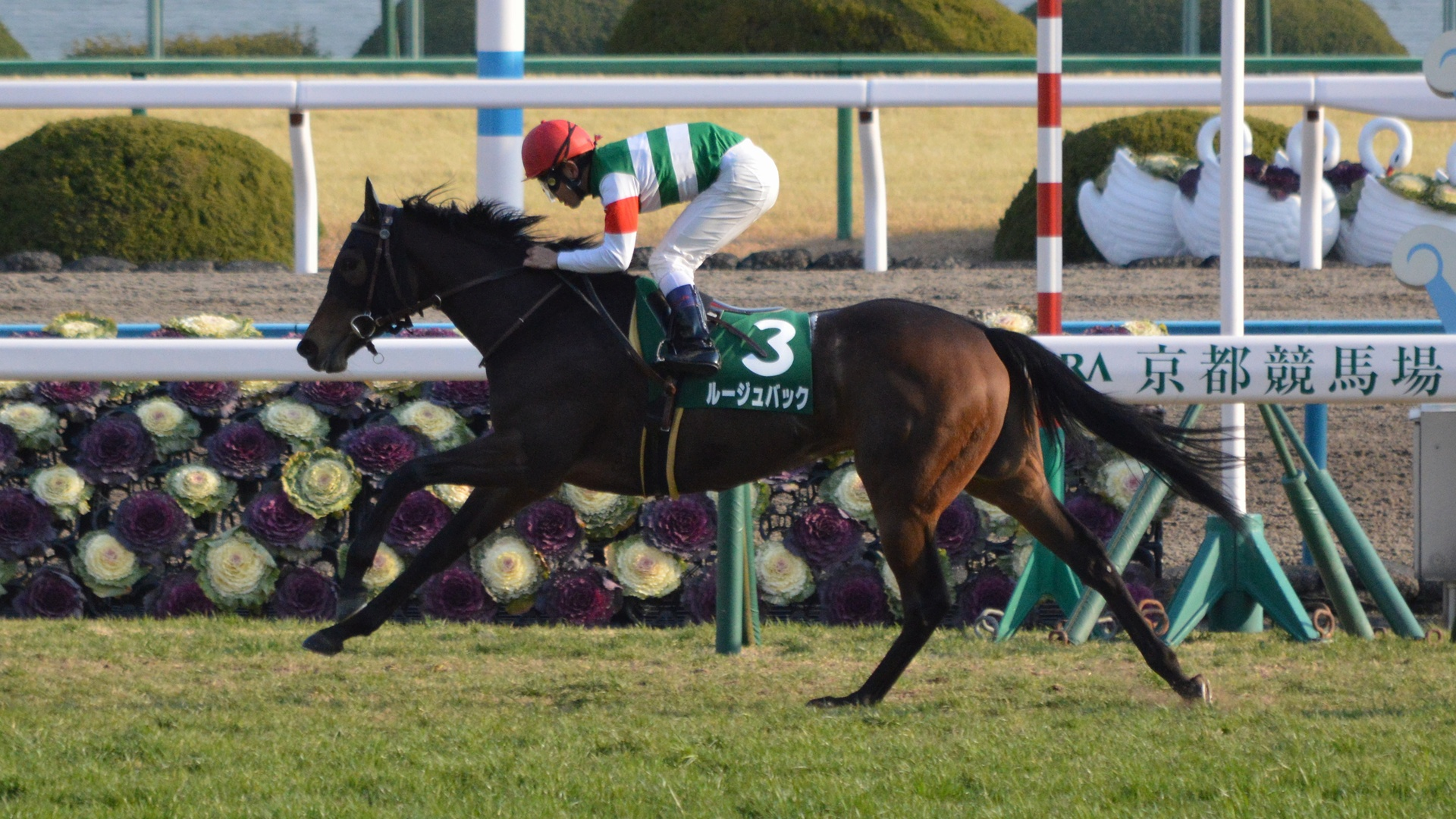
出戰如月賞的薑味烈酒

4月在未有出戰任何前哨戰的情況下直走櫻花賞，在前600米37.1秒的超慢步速下仍然保持在後方位置，最終在直路未能爆發速度下以第九大敗。
5月繼續出戰優駿牝馬（日本橡樹大賽），改為採用先行戰術下一直守住約莫第五的位置，在彎道處開始發力進發。進入直路後，其在中檔位置一度以不俗的姿態領先，但在最後關頭被衝勢凌厲的覓奇妃超越，最終以第二落敗。
夏季原定打算出戰札幌紀念，但因為發燒而避戰休養。
進入秋季後，其陣營原本安排其以秋華賞作為起動戰，但狀態回復不佳下再度避戰，直接出戰女皇伊利沙伯二世盃。比賽開始後，其仍然選擇保持在後方位置等待時機，在直路上仍然未有任何動作。進入直路後，其在外檔位置急劇提速並跑出全場最快末腳速度，但最終仍然以第四落敗。
年末選擇出戰有馬紀念，在第三、四彎道逐步上前下於直路未能順利維持速度，最終失速下以第十落敗。

### 4歲
2016年首戰為中山牝馬錦標，本次比賽採取居中的戰術，守在有遮擋的有利位置，同時在彎道處開始尋找加速點。進入直路後，其逐步蠶食前方賽駒並一度取得領先，但最終被Sundarbans超越下以第二落敗。
其後出戰一級賽維多利亞一哩賽，比賽途中一直處於第八左右的中團位置，但在直路上的表現較為均速下最終敗於真誠少女、覓奇妃及湘南魔瓶以第四落敗。
6月12日出戰葉森盃，繼續採取中團戰術下在彎道處逐步尋找望空位置，在直路瞬間加速下一口氣超越前方所有對手，最終拉開第二的Fluky取得時隔1年4個月的勝利。
秋季選擇以每日王冠作為熱身，比賽初段維持在中後方位置推進，在彎道處開始發力下在直路展開加速，中段開始超前下和同樣位置的鴻鵠大志展開激烈的纏鬥，最終壓制對手以頸位優勢取勝，成為時隔23年來再一匹勝出此賽事的雌馬。
然而其後在一級賽中表現不佳，出戰秋季天皇賞未能展開衝刺以第七落敗，在日本盃中亦因為無法突圍取得第九。

### 5歲
2017年首戰為金鯱賞，但維持頹勢下以第八落敗，縮程出戰維多利亞一哩賽更取得第十的戰績。
休養過後在產經賞復出，一直處於第四的有利位置進發下在彎道處開始尋找位置加速，繼續保持在內欄位置下迅速展開衝刺突圍，最終戰勝善得福及喜氣洋溢取得第四個分級賽冠軍。
11月出戰女皇伊利沙伯二世盃，雖然賽前僅落後強擊取得第二人氣，但在受到慢步速的影響下始終未能發揮速度，最終以第九落敗。
年末出戰有馬紀念並以此作為退役戰，比賽初段隨即放慢速度留守在隊伍最後方位置，在彎道處抽出大外檔下展開衝刺，最終爆發出不俗的末腳，僅敗於北部玄駒、皇后寶戒、高尚駿逸及文雅之士取得第五。
賽後，陣營按照原定計劃安排其退役，並在翌年1月5日取消日本中央競馬會賽駒註冊。

### 詳細賽績
| 日期       | 舉辦國家 | 馬場 | 距離   | 級別 | 賽事名稱           | 負重 | 騎師     | 馬號 | 出馬 | 名次 | 時間   | 頭馬（二馬）       |
| ---------- | -------- | ---- | ------ | ---- | ------------------ | ---- | -------- | ---- | ---- | ---- | ------ | ------------------ |
| 28/9/2014  | 日本     | 新潟 | 草1800 |      | 2歲新馬            | 54   | 戶崎圭太 | 8    | 9    | 1    | 1:55.5 | （Ambergris Caye） |
| 9/11/2014  | 日本     | 東京 | 草2000 |      | 百日草特別         | 54   | 戶崎圭太 | 6    | 10   | 1    | 2:00.8 | （Beruf）          |
| 8/2/2015   | 日本     | 京都 | 草1800 | GIII | 如月賞             | 54   | 戶崎圭太 | 3    | 8    | 1    | 1:48.6 | （奧臺站）         |
| 12/4/2015  | 日本     | 阪神 | 草1600 | GI   | 櫻花賞             | 55   | 戶崎圭太 | 8    | 18   | 9    | 1:37.0 | 唐吉快跑           |
| 24/5/2015  | 日本     | 東京 | 草2400 | GI   | 優駿牝馬           | 55   | 戶崎圭太 | 14   | 17   | 2    | 2:25.1 | 覓奇妃             |
| 15/11/2015 | 日本     | 京都 | 草2200 | GI   | 女皇伊利沙伯二世盃 | 54   | 戶崎圭太 | 15   | 18   | 4    | 2:15.0 | 勝之石             |
| 27/12/2015 | 日本     | 中山 | 草2500 | GI   | 有馬紀念           | 53   | 戶崎圭太 | 10   | 18   | 10   | 2:33.5 | 黃金伶人           |
| 13/3/2016  | 日本     | 中山 | 草1800 | GIII | 中山牝馬錦標       | 56   | 戶崎圭太 | 15   | 16   | 2    | 1:50.3 | Sundarbans         |
| 15/5/2016  | 日本     | 東京 | 草1600 | GI   | 維多利亞一哩賽     | 55   | 李慕華   | 7    | 18   | 5    | 1:32.1 | 真誠少女           |
| 12/6/2016  | 日本     | 東京 | 草1800 | GIII | 葉森盃             | 54   | 戶崎圭太 | 18   | 18   | 1    | 1:46.2 | （憑運氣）         |
| 9/10/2016  | 日本     | 東京 | 草1800 | GII  | 每日王冠           | 54   | 戶崎圭太 | 10   | 12   | 1    | 1:46.6 | （鴻鵠大志）       |
| 30/10/2016 | 日本     | 東京 | 草2000 | GI   | 秋季天皇賞         | 56   | 戶崎圭太 | 9    | 15   | 7    | 1:59.9 | 滿樂時             |
| 27/11/2016 | 日本     | 東京 | 草2400 | GI   | 日本盃             | 55   | 戶崎圭太 | 4    | 17   | 9    | 2:26.8 | 北部玄駒           |
| 11/3/2017  | 日本     | 中京 | 草2000 | GII  | 金鯱賞             | 55   | 戶崎圭太 | 1    | 16   | 8    | 1:59.6 | 山勝最強           |
| 14/5/2017  | 日本     | 東京 | 草1600 | GI   | 維多利亞一哩賽     | 55   | 戶崎圭太 | 7    | 17   | 10   | 1:34.6 | 領銜女角           |
| 24/9/2017  | 日本     | 中山 | 草2200 | GII  | 產經賞             | 55   | 北村宏司 | 6    | 17   | 1    | 2:13.8 | （善得福）         |
| 12/11/2017 | 日本     | 京都 | 草2200 | GI   | 女皇伊利沙伯二世盃 | 56   | 莫雅     | 17   | 18   | 9    | 2:14.8 | 魔族之鳥           |
| 24/12/2017 | 日本     | 中山 | 草2500 | GI   | 有馬紀念           | 55   | 北村宏司 | 11   | 16   | 5    | 2:34.0 | 北部玄駒           |

## 退役後
退役後，薑味烈酒成為了繁殖雌馬，於北海道安平町北部牧場休養，在2018年進行配種。首匹子嗣Boulard Buck在2019年出生，可於2021年出賽。

### 詳細繁殖資料
| 數目   | 馬名          | 出生年 | 性別 | 父系     | 練馬師                           | 馬主               | 戰績                  |
| ------ | ------------- | ------ | ---- | -------- | -------------------------------- | ------------------ | --------------------- |
| 第一匹 | Boulard Buck  | 2019   | 雌   | 龍王     | 美浦・大竹正博 →名古屋・角田輝也 | Carrot Farm Co Ltd | 8戰1冠1亞1季（退役）  |
| 第二匹 | Flavored      | 2020   | 雄   | 滿樂時   | 美浦・大竹正博                   | Carrot Farm Co Ltd | 11戰3冠1亞0季（退役） |
|        | （流產）      |        |      | 龍王     |                                  |                    |                       |
| 第三匹 | 薑味烈酒2022  | 2022   | 雌   | 農神節慶 |                                  |                    | （未出賽）            |
| 第四匹 | Bonnie Prince | 2023   | 雄   | 金之霸   | 美浦・大竹正博                   | Carrot Farm Co Ltd | （出賽前）            |
| 第五匹 | 薑味烈酒2024  | 2024   | 雄   | 神威啟示 |                                  |                    |                       |

## 血統簡介
父系曼城茶座為日本賽駒，生涯於長距離賽事有良好表現，包括勝出菊花賞、有馬紀念及春季天皇賞等長距離賽事。祖父週日寧靜為美國三冠賽雙料冠軍馬，退役後在日本配種，其子嗣贏得巨額獎金，連續12年成為日本冠軍種馬。
母系薑汁賓治為美國賽駒，生涯戰績彪炳，曾勝出包括育馬者盃雌馬大賽等六項一級賽。外祖父再度驚喜是加拿大生產的美國賽駒，生涯戰績優秀，曾勝出一級賽育馬者盃經典大賽及韋特尼讓賽。

### 血統表
| 父線：週日寧靜系（Halo系）                        |                                |                 |                 |
| 種馬 曼城茶座 1998年（棗色）                      | 週日寧靜 1986年（棕色）        | Halo            | Hail to Reason  |
| 種馬 曼城茶座 1998年（棗色）                      | 週日寧靜 1986年（棕色）        | Halo            | Cosmah          |
| 種馬 曼城茶座 1998年（棗色）                      | 週日寧靜 1986年（棕色）        | Wishing Well    | Understanding   |
| 種馬 曼城茶座 1998年（棗色）                      | 週日寧靜 1986年（棕色）        | Wishing Well    | Mountain Flower |
| 種馬 曼城茶座 1998年（棗色）                      | Subtle Change 1988年（深棗色） | Law Society     | 聲稱            |
| 種馬 曼城茶座 1998年（棗色）                      | Subtle Change 1988年（深棗色） | Law Society     | Bold Bikini     |
| 種馬 曼城茶座 1998年（棗色）                      | Subtle Change 1988年（深棗色） | Santa Luciana   | Luciano         |
| 種馬 曼城茶座 1998年（棗色）                      | Subtle Change 1988年（深棗色） | Santa Luciana   | Suleika         |
| 繁殖雌馬 薑汁賓治 2003年（栗色）                  | 再度驚喜 1994年（棗色）        | Deputy Minister | Vice Regent     |
| 繁殖雌馬 薑汁賓治 2003年（栗色）                  | 再度驚喜 1994年（棗色）        | Deputy Minister | Mint Copy       |
| 繁殖雌馬 薑汁賓治 2003年（栗色）                  | 再度驚喜 1994年（棗色）        | Primal Force    | 害羞新郎        |
| 繁殖雌馬 薑汁賓治 2003年（栗色）                  | 再度驚喜 1994年（棗色）        | Primal Force    | Prime Prospect  |
| 繁殖雌馬 薑汁賓治 2003年（栗色）                  | Nappelon 1992年（栗色）        | Bold Revenue    | Bold Ruckus     |
| 繁殖雌馬 薑汁賓治 2003年（栗色）                  | Nappelon 1992年（栗色）        | Bold Revenue    | More Revenue    |
| 繁殖雌馬 薑汁賓治 2003年（栗色）                  | Nappelon 1992年（栗色）        | Sally Go Gray   | Wise Exchange   |
| 繁殖雌馬 薑汁賓治 2003年（栗色）                  | Nappelon 1992年（栗色）        | Sally Go Gray   | Surreptitious   |
| 雌系：號族：16-d                                  |                                |                 |                 |
| 五代內近親交配：Promised Land 5×5、Boldnesian 5×5 |                                |                 |                 |

## 命名由來
名字Rouge Buck（ルージュバック）為一種由白蘭地及薑汁汽水混合而成的雞尾酒，聯想自母系薑汁賓治之名字，香港採用「薑味烈酒」作為翻譯。

## 外部連結
- 薑味烈酒 netkeiba.com
- 血統表